# Hydropsyche lobulata
Hydropsyche lobulata är en nattsländeart som beskrevs av Martynov 1936. Hydropsyche lobulata ingår i släktet Hydropsyche och familjen ryssjenattsländor. Inga underarter finns listade i Catalogue of Life.